# Ашурков, Вадим Николаевич
Вадим Николаевич Ашурков (31 марта 1904, Тула — 10 мая 1990, там же) — советский историк, краевед. Доктор исторических наук (1963), профессор (1964). Заслуженный деятель науки РСФСР (1988).

## Биография
Вадим Николаевич Ашурков родился 31 марта 1904 года в Туле в интеллигентной русской семье. Его отец — Николай Михайлович Ашурков (ум. 1921) — служил начальником кузнечной мастерской Тульского оружейного завода. Мать — Александра Михайловна (ум. 1947). С 1913 года по 1917 год младший Ашурков был тульским гимназистом, с 1917 года по 1921 год — учеником 3-й городской школы 2-й ступени, а затем, до 1924 года — студентом вечернего рабочего техникума. С 1919 года совмещал учёбу в школе, а затем в техникуме с работой в канцелярии Тульского оружейного завода. После окончания школы оставался делопроизводителем на Оружейном заводе до 1924 года, а затем ещё три года работал там же хронометристом и пять — техником до 1931 года.
Будучи студентом техникума, Ашурков серьёзно увлёкся изучением истории Тульского края. В результате во 2-й половине 1920-х годов появились его первые печатные работы. В 1929 году он стал членом правления Общества по изучению Тульского края, которое стало для него первой альма-матер. В 1931 году Ашурков поступил в Московский историко-архивный институт, в декабре 1933 года стал одним из первых 17 выпускников.
После окончания института вернулся в Тулу и два года работал научным сотрудником краеведческого музея. В 1935 году он начал преподавательскую работу: читал историю сначала в тульском механическом рабфаке с 1935 года по 1940 год, а потом с 1940 года по 1941 год — в механико-технологическом техникуме. С 1937 года по совместительству работал научным сотрудником Тульского архива. С 1941 года по 1943 год исполнял обязанности начальника областного архива.
В 1942—1943 годах Ашурков работал над кандидатской диссертацией «Тульские оружейники и их классовая борьба в XVII — 1-й четверти XIX веков». На последней стадии работы над диссертацией в 1943 году становится старшим преподавателем истории Тульского областного педагогического института. В январе 1944 года защищает диссертацию, в 1946 году становится доцентом кафедры истории, в 1947 году — её заведующим.
В 1956 году в структуре историко-филологического факультета педагогического института произошла реорганизация: кафедры истории СССР и всеобщей истории объединились. С 1956 по 1962 год Ашурков был доцентом кафедры истории. В это время он подготовил докторскую диссертацию: «Русские оружейные заводы во второй половине XIX века.». Защита состоялась в 1963 году. В 1963 году в педагогическом институте восстанавливается старая структура исторических кафедр, и Ашурков с 1963 года по 1975 год снова возглавил кафедру истории СССР. В 1964 году он получил учёное звание профессора, а в 1967 году стал почётным гражданином Тулы.
Основные положения докторской диссертации изложены в докладах на научных конференциях. Он показал историю отечественного оружейного производства 2-й половины XIX века, в том числе процесс промышленного переворота, и государственную политику по отношению к рабочим в условиях военного ведомства. Её значение для тульской историографии связано с общими проблемами социальной истории Тулы, историей развития отраслей промышленного производства. Многое из указанного сделали и продолжают делать ученики Ашуркова, разрабатывая сословную, экономическую историю, историю местного самоуправления, защитив под его руководством кандидатские диссертации: С. В. Дичковский, А. А. Королёв, В. И. Плотникова, А. А. Сухов, Н. Ф. Фирсанова (Трутнева), Л. П. Фролова.
Общеисторическое и педагогическое значение имела работа Ашуркова над учебником для исторических факультетов педагогических институтов «Историческое краеведение». Учебник вышел в издательстве «Просвещение» в 1975 году. В том же году он по состоянию здоровья был освобождён от заведования кафедрой истории СССР и оставался её профессором до ухода на пенсию 1 сентября 1988 года.
Став пенсионером, он совместно со своими коллегами доцентами В. И. Крутиковым и А. П. Плотниковым работал в качестве члена редакционной коллегии над составлением библиографического указателя «История Тульского края». Указатель вышел в Туле осенью 1990 года, уже после его смерти. Составители, сотрудники Тульской областной библиотеки, посвятили его памяти 

## Награды и премии
- Почетный гражданин Тулы (1967).
- Почётная Грамота Президиума Верховного Совета РСФСР (1984)
- Заслуженный деятель науки РСФСР (1988)
- Отличник народного образования РСФСР
- Отличник просвещения СССР.

## Основные труды
- Тульские оружейники и их классовая борьба в XVII — 1-й четверти XIX веков / В. Н. Ашурков. — Тула: Обл. кн. изд-во, 1947. — 175 с.
- Конструктор С. И. Мосин: Краткий очерк жизни и деятельности изобретателя русской магазинной винтовки / В. Н. Ашурков. — Тула: Обл. кн. изд-во, 1949. — 80 с.
- Ашурков В. Н. С. И. Мосин — создатель русской винтовки (1849—1902) / С предисл. и под ред. А. А. Благонравова. — М.: Воениздат, 1951. — 80 с. — (Научно-популярная библиотека солдата).
- Тульские мастера оружейного дела: (Из истории русской техники XVIII — первой половины XIX в.) / В. Н. Ашурков. — Тула: Обл. кн. изд-во, 1952. — 72 с.
- Ашурков В. Н. Куликовская битва. 1380—1955. — Тула: Обл. кн. изд-во, 1955. — 56 с.
- Город мастеров: Очерки по истории Тулы с XVI века до установления власти Советов / В. Н. Ашурков. — Тула: Кн. изд-во, 1958. — 141 с. — Библиогр.: с. 139—141.
- Ашурков В. Н. На поле Куликовом / Ред. С. И. Позойский; Худож. В. С. Матвеев. — Тула: Приок. кн. изд-во, 1967. — 64 с. — 20 000 экз. — Библиогр.: с. 61-62.
  - Ашурков В. Н. На поле Куликовом / Ред. Н. И. Бортякова; Худож. В. С. Матвеев. — 2-е изд., доп. и перераб. — Тула: Приок. кн. изд-во, 1970. — 84 с. — 50 000 экз. — Библиогр.: с. 79-81.
  - Ашурков В. Н. На поле Куликовом / Ред. С. Д. Ошевский; Худож.-ред. А. Н. Гришенков. — 3-е изд., доп. — Тула: Приок. кн. изд-во, 1976. — 104 с. — 50 000 экз. — Библиогр.: с. 99-103.
  - Ашурков В. Н. На поле Куликовом: 600 лет. 1380—1980. — 4-е изд. — Тула: Приок. кн. изд-во, 1980. — 136 с. — 50 000 экз. — Библиогр.: с. 127—134.
- Оружейного дела надзиратель: Жизнь и деятельность тульского механика Алексея Сурнина (1767—1811 гг.) / В. Н. Ашурков. — Тула: Приок. кн. изд-во, 1969. — 64 с.: ил. — (Наши славные земляки).
- Кузница оружия: Очерки по истории Тульского оружейного завода / В. Н. Ашурков. — Тула: Обл. кн. изд-во, 1974. — 112 с. — Библиогр.: с. 107-110.
- Конструктор автоматического стрелкового оружия. В. А. Дегтярев: Очерк / В. Н. Ашурков, И. И. Кириллов. — Тула: Приок. кн. изд-во, 1979. — 30 с.
- Историческое краеведение: [Учеб. пособ. для ист. фак-тов пед. ин-тов] / В. Н. Ашурков, Д. В. Кацюба, Г. Н. Матюшин; Под ред. Г. Н. Матюшина. — 2-е изд., перераб. и доп. — М.: Просвещение, 1980. — 192 с. — 66 000 экз.
- Ашурков В. Н. Страницы тульской старины: Очерки по истории Тулы. 1146—1917 гг / Худож. В. С. Матвеев. — Тула: Приок. кн. изд-во, 1988. — 160 с. — 10 000 экз.
- Ашурков В. Н. Избранное: История Тульского края: Статьи и очерки / Предисл. А. П. Плотникова. — Тула: Приок. кн. изд-во, 2003. — 416, [32] с. — 5000 экз. — ISBN 5-7639-0645-4.